# Jeannot Hilaire
 (mars 2019).
Si vous disposez d'ouvrages ou d'articles de référence ou si vous connaissez des sites web de qualité traitant du thème abordé ici, merci de compléter l'article en donnant les références utiles à sa vérifiabilité et en les liant à la section « Notes et références ».
Jeannot Hilaire, né le 1er mars 1945 au Petit-Goâve,  est un écrivain et linguiste haïtien.

## Biographie
Jeannot Hilaire est né le 1er mars 1945 au Petit-Goâve. Il fait ses études primaires à l’école des frères de F.I.C. de Petit-Goâve (Ploermel), et ses études secondaires au Collège Saint-Martial à Port-au-Prince. Après ses baccalauréats, il étudie la philosophie au Grand Séminaire Notre-Dame, toujours à Port-au-Prince. En 1968, il se rend en Italie, où il apprend l'italien, et à l'été 1969 entre à l'université de Strunieri à Pérouse. Il passe une licence de philosophie à l'Université pontificale urbaniana, puis poursuit des études en théologie jusqu'à l'obtention de son diplôme.
De retour en Haïti en 1971, il séjourne pendant deux mois dans le pays avant de repartir en Italie, puis peu de temps après en Allemagne. Il suit une formation en allemand et en culture allemande au Goethe Institut München, installé à Staufen im Breisgau. 
Après cette période, il arrive en Suisse à la fin des années 1974, dans la perspective d'entreprendre une étude des sciences naturelles. 
Les circonstances l'amène à découvrir un livre du professeur et docteur Ulrich Fleischmann écrit et publié sous le titre Ideologie und Wirklichkeit in der Literatur Haitis (Colloquium Verlag, Berlin, 1969). Il le traduit sous le titre Ideyoloji ak reyalite nan literati ayisyèn {1981}.

## Œuvres
- 1981 : Dieter Ulrich Fleischmann, Idéologie et réalité dans la littérature haïtienne {traduction de l'allemand vers le créole en Haïti par Jeannot Hilaire}
- 1982 : Dr Wolf Donner, Haïti : Potentiel naturel et démolition {traduction de l'allemand vers le créole en Haïti par Jeannot Hilaire}
- Kōnhōn Kōy Nanwotè, 1985.
- 1986 : Ÿ Wilhelm Busch, TiMaks et TiMoris {traduction de l'allemand pour devenir en créole haïtien selon Jeannot Hilaire}
- 1987 : Dr Ulrich Fleischmann, Vocabulaire français créole dans les Caraïbes (traduction en créole haïtien d'après Jeannot Hilaire)
- 1990 : Johanna Spyri, Heidi {traduction en créole haïtien par Jeannot Hilaire}
- Leksikreyòl : rive'jwenn sous leksikal yo, Edikreyòl, 2001, 460 p. (ISBN 978-2-9700292-0-5, lire en ligne)
- L'édifice créole en Haïti, Edikreyol, 2002, 527 p. (ISBN 2-9700292-1-9 et 9782970029212, OCLC 54348059, lire en ligne)
- 2011 : Sòti GwaHagwa rive TiGwav, un essai historique en créole, 309 pages[2].